# Hector Vasena
Hector Santiago Vasena y Saves (* 1904 in Buenos Aires; † 10. Oktober 1978 ebenda) war ein argentinischer Autorennfahrer.

## Karriere als Rennfahrer
Hector Vasena war der erste argentinische Teilnehmer am 24-Stunden-Rennen von Le Mans. 1928 war er Teampartner von Roger Bourcier und fuhr als Tracta-Werksfahrer deren Allrad-Modell an die 16. Stelle der Gesamtwertung. Zwei weitere Starts bei Sportwagenrennen sind bekannt. Bei der RAC Tourist Trophy 1928 fiel er aus und das 24-Stunden-Rennen von Spa-Francorchamps 1930 beendete er als Gesamtdreizehnter.

## Statistik

### Le-Mans-Ergebnisse
| Jahr | Team                      | Fahrzeug     | Teamkollege    | Platzierung | Ausfallgrund |
| ---- | ------------------------- | ------------ | -------------- | ----------- | ------------ |
| 1928 | SA des Automobiles Tracta | Tracta Gephi | Roger Bourcier | Rang 16     |              |